# Verbrede landbouw
Verbrede landbouw (ook wel multifunctionele landbouw) is een vorm van landbouwbedrijfsvoering waarin nevenactiviteiten een grote rol spelen.
Het belang van verbrede landbouw is in de laatste decennia van de 20e eeuw in Nederland en Vlaanderen langzaam toegenomen. In Nederland is het in de periode tussen 2004 en 2012 sterk gegroeid met een omzetstijging van 40 naar 491 miljoen euro per jaar. Anno 2012 hebben 14000 Nederlandse boeren (van de ongeveer 70.000) een aanzienlijk aandeel nevenactiviteiten. In Vlaanderen gaat het om ruim 4600 boeren (van de ongeveer 33000). Bij deze activiteiten gaat het vooral om natuur-, milieu-, water- en landschapsbeheer, verkoop aan huis, stalling van goederen of dieren, zorglandbouw, agrotoerisme, verwerking van landbouwproducten en loonwerk voor derden. Daarnaast om kinderopvang en educatie.
Deze activiteiten worden vaak in vier groepen verdeeld:
- de groene diensten: milieu-, natuur- en landschapsbeheer, zoals biodiversiteit en de vermindering van CO2-uitstoot. Bijdragen aan dierenwelzijn en voedselveiligheid kunnen ook hiertoe behoren.
- de blauwe diensten: waterbeheer (waterkwaliteit en overstromingsbestrijding), soms rekent men energiebeheer hiertoe.
- diensten gericht op cohesie en vitaliteit op het platteland, inclusief cultuurhistorie en het behoud of versterking van de regionale identiteit. Nieuwe diensten binnen en buiten het traditionele landbouwbedrijf horen hiertoe, zoals educatie, recreatie, zorg, aanbod van opslagruimte en arbeid buiten het bedrijf.
- diensten gericht op rendabele, goede en voldoende voedselproductie. Ook hier kan het gaan om activiteiten ten bate van voedselveiligheid, en daarnaast om de ontwikkeling van streekproducten, voedselverwerking en verkoop aan huis.

Er is overlap tussen verbrede landbouw en duurzame landbouw of geïntegreerde landbouw en natuurinclusieve landbouw.